# عثمان فرناندز
عثمان فرناندز (انگلیسی: Ousmane Fernández؛ زادهٔ ۴ فوریهٔ ۱۹۶۹) بازیکن فوتبال اهل گینه بود.
وی همچنین در تیم ملی فوتبال گینه بازی کرده است.